# Plinia coclensis
Plinia coclensis är en myrtenväxtart som beskrevs av Barrie. Plinia coclensis ingår i släktet Plinia och familjen myrtenväxter. Inga underarter finns listade i Catalogue of Life.